# Danny Pintauro
Danny Pintauro est un acteur américain, né le 6 janvier 1976 à Milltown dans le comté de Middlesex, dans l'état du New Jersey. Il est principalement connu dans le rôle de Jonathan Bower, fils d'Angela Bower, dans Madame est servie (Who's the Boss?).

## Biographie

### Carrière

#### Premier pas
À trois ans et demi, il joue pendant cinq ans le rôle du fils du multimillionnaire Paul Stenbeck dans la série télévisée As the World Turns.
En 1983, dans son premier film Cujo, de Lewis Teague, adapté d'un roman de Stephen King, il incarne le personnage d'un enfant terrorisé par des fantômes dans son placard et par un saint-bernard. Il recevra une récompense pour son interprétation.
Lors de la première diffusion en septembre 1987 sur NBC, il incarne Alex, un petit orphelin rebelle qui se lie d'amitié avec un chien perdu dans deux épisodes Le Meilleur Ami de l'homme de la série Les Routes du paradis (Highway to Heaven).

#### Star renommée
À la fin de 1984 débute le feuilleton qui le fera connaître, Madame est servie (Who's the Boss?). Danny Pintauro y incarne le jeune Jonathan Bower, fils d'Angela Bower, une riche femme d'affaires qui emploie un homme de ménage Tony Micelli, interprété par Tony Danza aux côtés de Mona Robinson, une grand-mère fantasque incarnée par Katherine Helmond, et de la fille de Tony, jouée par Alyssa Milano. La distribution de rôles contribuera au succès de cette série programmée sur ABC pendant huit ans et diffusée dans le monde entier.
En 1985, il joue dans son deuxième film, Dear Lola, qui sera diffusé sur Disney Channel sous le titre The Beniker Gang de Ken Kwapis. En 1986, il joue dans le téléfilm Tueur du futur (Timestalkers) de Michael Schultz, où il interprète le rôle du fils d'un professeur d'histoire qui retourne dans le temps avant l'année 1886.
En 1992, la série Madame est servie s'arrête, et Danny Pintauro obtient une récompense[Laquelle ?].

Vue de l'université Stanford de l'Oval

#### Théâtre
En 1994, Danny Pintauro entre à l'université Stanford pour y étudier l'anglais et l'art dramatique[réf. nécessaire]. Il y aura notamment dirigé une pièce Shakespeare's Sonnets qui relate l'histoire d'un jeune homme amateur de pièces de William Shakespeare et épris de son ami Adam, ayant vécu la période de la répression de Joseph McCarthy[réf. nécessaire]. Il ressort de Stanford avec son diplôme en 1998[réf. nécessaire].
À la fin de l'année 1999, il interprète le rôle de Calvin dans la pièce de théâtre Hot 'n' Throbbing[réf. nécessaire]. Il donne ensuite plusieurs représentations aux États-Unis d'un spectacle solo qu'il a écrit The Velocity of Gary (Not His Real Name)[réf. nécessaire].

### Vie privée
Danny Pintauro fait une pause dans sa carrière[réf. nécessaire] : il s'occupe d'un restaurant qu'il a ouvert à Las Vegas[réf. nécessaire]. En 1997, cinq ans après la fin de la série Madame est servie, il fait son coming out homosexuel.
Il officialise sa relation avec Wil Tabares qu'il épouse le 3 avril 2014 à Dana Point en Californie[réf. souhaitée].
En 2015, il annonce être séropositif.

## Filmographie

### Films
- 1983 : Cujo de Lewis Teague : Tad Trenton
- 1985 : The Beniker Gang de Ken Kwapis : Ben Beniker
- 2006 : The Still Life de Joel A. Miller : Stefan

### Téléfilms
- 1987 : Tueur du futur (Timestalkers) de Michael Schultz : Billy McKenzie
- 1990 : Jury Duty: The Comedy de Michael Schultz : Kevin Worth

### Séries télévisées
- 1982-1985 : ’'As the World Turns : Paul Ryan
- 1987 : Les Routes du paradis (Highway to Heaven) : Alex (2 épisodes Le Meilleur Ami de l'homme)
- 1984-1992 : Madame est servie (Who's the Boss?) : Jonathan Bower (196 épisodes)
- 2010 : La Vie secrète d'une ado ordinaire (The Secret Life of the American Teenager)
- 2010 : Laugh Track Mash-ups : Milton

En cours
- Unsure/Positive : Gary (en tournage)

## Distinctions

### Récompense
- 1987 : Young Artist Awards du meilleur acteur dans une série télévisée comique pour Madame est servie (1984-1992).

### Nominations
- Young Artist Awards
  - 1984 : Meilleur jeune acteur dans un second rôle dans un film d'horreur pour Cujo (1983).
  - 1986 : Meilleur jeune acteur dans un second rôle dans une série télévisée comique pour Madame est servie (1984-1992).
  - 1988 : Meilleur jeune acteur dans une série télévisée comique pour Madame est servie (1984-1992).
  - 1989 : Meilleur jeune acteur dans une série télévisée comique pour Madame est servie (1984-1992).
  - 1990 : Meilleur jeune acteur dans une série télévisée comique pour Madame est servie (1984-1992).